# Johannes Eekels
Johannes (Johan) Eekels (Roermond, 29 maart 1917 - Amsterdam, 30 januari 2008) was een Nederlands onderzoeker, bedrijfsleider, en hoogleraar aan de faculteit industrieel ontwerpen aan de Technische Universiteit Delft.
Eekels is bekend door zijn werk op het gebied ontwerpmethodologie samen met Norbert Roozenburg. Zij publiceerden het boek Productontwerpen structuur en methoden in 1991, vertaald als Product design: fundamentals and methods, dat nationaal en internationaal groot aanzien heeft verworven.

## Levensloop

### Jeugd, opleiding en vroege carrière
Eekels werd geboren in 1917 in Roermond als zoon van Johannes Eekels, een mandenmaker, en Anna Catharina (Tevonderen) Eekels. Na de hogereburgerschool ging hij aan het werk, en vervolgde zijn studie naast zijn werk.
In 1935 begon Eekels als onderzoeksassistent bij het Shell laboratorium in Amsterdam, en later in New York. Van 1937 tot 1939 was hij in dienst en behaalde de rang van kolonel bij de infanterie. Van 1941 tot 1943 werkte hij als onderzoeker bij de Utrechtsche Asphaltfabriek in Krimpen aan den IJssel, waar de  grondstoffen voor de koolteerdestillatie vervaardigd werden. Van 1943 tot 1947 was hij aldaar bedrijfsleider, en van 1947 tot 1957 directeur van de vestiging.
In 1950 studeerde Eekels af als scheikundig ingenieur aan het Institute of Chemical Engineering in London. In 1968 studeerde hij ook af in de filosofie aan de Universiteit van Utrecht, en uiteindelijk promoveerde hij in 1973 aan de Universiteit Twente met het proefschrift Industriële doelontwikkeling : een filosofisch-methodologische studie.

### Verdere carrière
In 1958 maakte hij in de chemische industrie de overstap naar Cindu in Uithoorn, waar hij tot 1980 directeur onderzoek en ontwikkeling was. In 1976 begon hij ook als wetenschappelijk medewerker bij de Technische Universiteit Delft bij de faculteit industrieel ontwerpen, Van 1980 tot zijn emeritaat in 1987 diende hij aldaar als gewoon hoogleraar Productbeleid en Productplanning.
Vanaf 1975 heeft Eekels diverse Nederlandse bedrijven geadviseerd, en van 1985 tot 1995 had hij zijn eigen adviesbureau in Uithoorn. Sinds 1965 is hij gastspreker geweest met optreden in Nederland, België, Engeland, Denemarken, Zweden, Tsjecho-Slowakije, Zwitserland.
Na de oorlog in 1945 was Eekels onderscheiden met de Kruis van Verdienste. De Nederlandse Maatschappij voor Nijverheid en Handel te Haarlem onderscheidde hem met een gouden medaille in 1966. In 1988 was hij op Soestdijk geridderd in de Orde van de Nederlandse Leeuw. In 1997 ontving hij de ICED award van de International Society Science Engineering Design, gevestigd in Tampere, Finland.
Johannes Eekels overleed op negentigjarige leeftijd begin 2008.

### Familie
Eekels was in 1947 getrouwd met Agatha Maria Wiegel, en het echtpaar kreeg zes kinderen.

## Werk

### Ontwerpmethodologie
Eekels ontwikkelde samen met Norbert Roozenburg rond 1977 de eerste versie van het zogenaamde Delftse innovatiemodel. Zij publiceerden verschillende boeken en artikelen over ontwerpmethodologie, waarvan er meerdere vertaald worden. Buijs en Valkenburg (2005) vatten de kern van deze problematiek als volgt samen:
"Om het productontwikkelingsproces beter te kunnen beheersen, dat wil zeggen zodanig te kunnen beïnvloeden dat de gewenste resultaten eruit komen, zijn er in de loop der jaren vele modellen bedacht om dat proces te beschrijven. Sommige modellen beschrijven alle stappen en activiteiten die gedaan moeten, andere beschrijven bijvoorbeeld de beslissingsmomenten in het proces."
En verder: 
"Deze procesbeschrijvingen vormen een onderdeel van het vakgebied Ontwerpmethodologie. Binnen de Faculteit van het Industrieel Ontwerpen wordt in veel gevallen het model van Roozenburg en Eekels gehanteerd. Soms wordt dit aangeduid als de Delftse Methode..."

### Methodologie
In de theorie en praktijk worden er allerlei algemene en specifieke vormen van methodologie onderkend.

Het object van studie en een indeling van de methodologie naar Eekels (1985).

In zijn Inleiding methodologie onderscheidde Johan Eekels (1985) zelf drie vormen methodologie: de formele logica met daarnaast de 'methodologie van de techniek' en de 'methodologie van de wetenschap'. Deze laatste twee benamingen worden niet vaak gebruikt, maar de driedeling komt wel overeen met de hierboven gemaakte opdeling.
In een interview in het tijdschrift Product (juli 2004) vatte Eekels de kern van de zaak nog eens samen, en stelde:
"Eén van de hardnekkigste problemen waar de wijsgeren zich al meer dan 2000 jaar het hoofd over hebben gebroken, zonder de oplossing ook maar een stap dichterbij te krijgen, is het materie-geestprobleem dat zich in verschillende formuleringen (o.a. als lichaam-zielprobleem) aan ons voordoet. Het is niet moeilijk om te beseffen dat het twee kanten van ons bestaan betreft en dat die twee kanten met elkaar samenwerken en elkaar wederzijds beïnvloeden. Hoe die samenwerking en beïnvloeding in zijn werk gaat, is het filosofische probleem en het opmerkelijke is dat niemand, behalve de filosofen dan, zich daar druk over maakt. Net zo min als de meeste mensen zich druk maken over wat er allemaal binnenin een televisietoestel gebeurt. Iedereen beseft dat daar binnen wat gebeurt en dat dat het beeld mogelijk maakt, maar verder is iedereen tevreden als hij de afstandsbediening kan hanteren en de gewenste beelden kan oproepen. Beseffen dat er iets gebeurt, impliceert niet dat je ook weet hoe dat gebeurt."
De clou bij het ontwerpen, aldus Eekels, is dat het proces van het ontwerpen onlosmakelijk is verbonden met het proces van waarnemen en het proces van kennisverwerving door logisch redeneren (zie afbeelding). Men dient met alle drie rekening te houden in het ontwerpproces.

## Werk
- Eekels, Johannes, Industriële doelontwikkeling : een filosofisch-methodologische studie, Proefschrft TH Twente, Van Gorcum, Assen, 1973; 2e druk: DUP, Delft, 1982.
- Eekels, Johannes, Ontwerpmethodologie: Mogelijkheden en grenzen, Uitreerede TU delft, 1987.
- Eekels, Johannes en Norbert Roozenburg, Produktontwerpen, structuur en methoden, Lemma Utrecht, 1991
- Eekels, Johannes en W.A. Poelman, Industriële productontwikkeling, Lemma Utrecht, 1995.
- Gijn, J. van en J. Eekels. Hebben ingenieurs nog meer te vertellen? Werkzaamheden en bevindingen van de afdeling Filosofie en Techniek van het KIvI. Amsterdam, Uitgeverij Damon, 2000.